# Conop

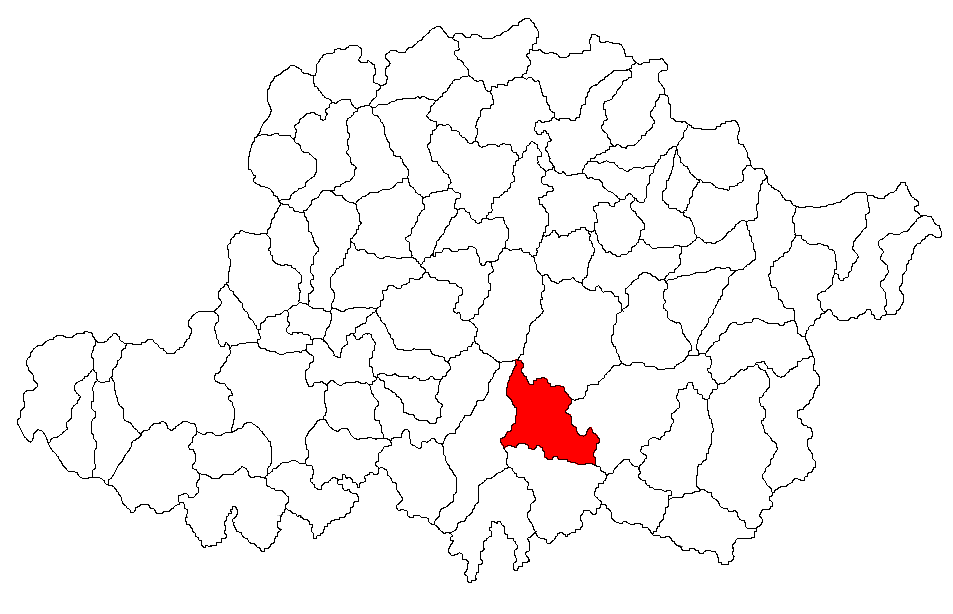
Lage der Gemeinde Conop im Kreis Arad

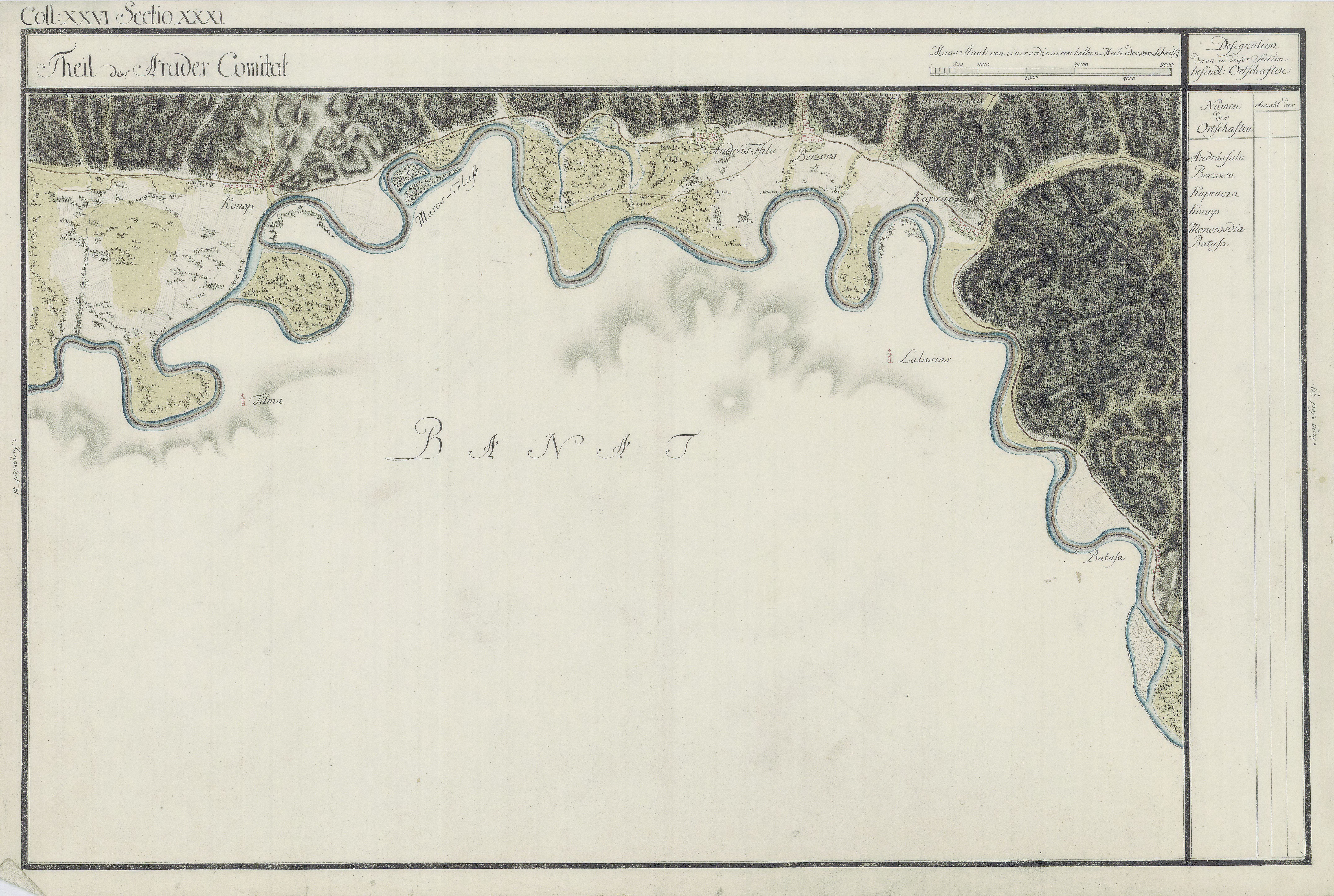
Conop (Konop) auf der Josephinischen Landaufnahme von 1782–1785.

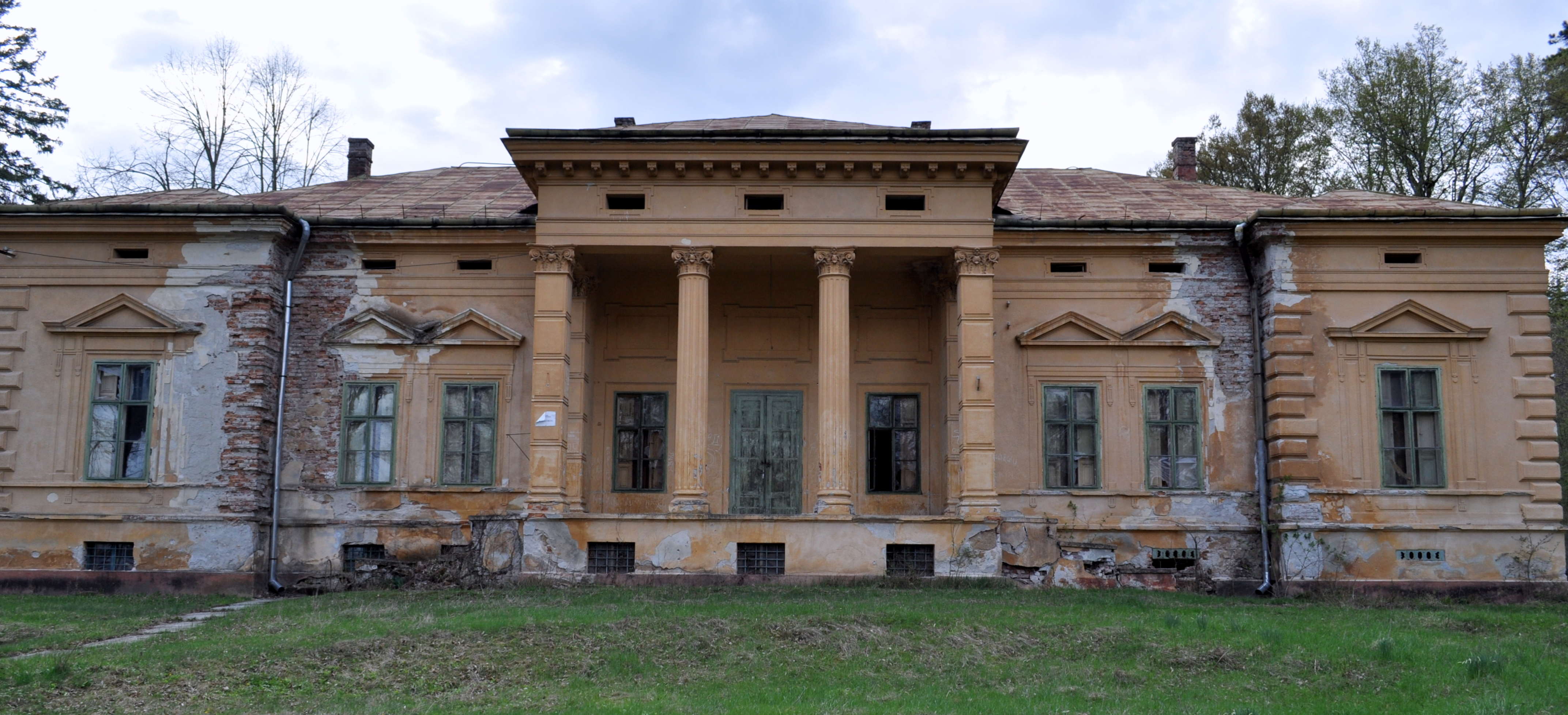
Kastell Conop

Conop (deutsch oder ungarisch Konop) ist eine Gemeinde im Kreis Arad, im Kreischgebiet, im Westen Rumäniens. Zu der Gemeinde Conop gehören auch die Dörfer Belotinț, Chelmac, Milova und Odvoș.

## Geografische Lage
Conop liegt im Marosch-Tal, am Fuße des Zărand-Gebirges, in 50 km Entfernung von der Kreishauptstadt Arad.

## Nachbarorte
| Arăneag | Dud                                         | Nadăș    |
| Milova  | Kompassrose, die auf Nachbargemeinden zeigt | Bărzava  |
| Ususău  | Chelmac                                     | Belotinț |

## Geschichte
Die erste urkundliche Erwähnung stammt aus dem Jahr 1506.
Im Laufe der Jahrhunderte traten verschiedene Schreibweisen des Ortsnamens in Erscheinung: 1506 Konop, 1585 Konos, 1722 Konop, 1743 Konopp, 1808 Konop, 1851 Konop, 1858, 1863, 1877 Konop, 1882 Konop, Conop, 1893 Konop, 1909 Conop, Konop, 1913 Konop, 1921 Conop, Konop, 1925 Conop, 1950 Conop.
Bis zum Ersten Österreichischen Türkenkrieg (1526) gehörte die Siedlung zum Königreich Ungarn und danach zum Osmanischen Reich (1526–1699).
Nach dem Frieden von Karlowitz (1699) kam Arad und das Maroscher Land unter österreichische Herrschaft, während das Banat südlich der Marosch bis zum Frieden von Passarowitz (1718) unter Türkenherrschaft verblieb. 
Infolge des Österreichisch-Ungarischen Ausgleichs (1867) wurde das Arader Land, wie das gesamte Banat und Siebenbürgen, dem Königreich Ungarn innerhalb der Doppelmonarchie Österreich-Ungarn angegliedert.
Der Vertrag von Trianon am 4. Juni 1920 hatte die Grenzregulierung zur Folge, wodurch Conop an das Königreich Rumänien fiel.
Der Name der Ortschaft geht auf die ungarische Adelsfamilie Konopi zurück. Der letzte Erbe war Baron Coloman Konopi (1880–1947). Das Kastell der Familie befindet sich in Odvoș.

## Bevölkerungsentwicklung
| 1880 | 4974 | 4738 | 83  | 107 | 46  |
| 1910 | 5348 | 4935 | 262 | 56  | 95  |
| 1930 | 4847 | 4346 | 137 | 86  | 278 |
| 1977 | 3070 | 3019 | 19  | 10  | 22  |
| 1992 | 2478 | 2403 | 17  | 8   | 50  |
| 2002 | 2342 | 2304 | 12  | 5   | 21  |
| 2021 | 2096 | 1996 | 9   | -   | 91  |